# Vincenzo Appiani
Vincenzo Appiani (Monza, 18 agosto 1850 – Milano, 25 dicembre 1932) è stato un pianista e compositore italiano.

## Biografia
Si avvicinò alla musica studiando il pianoforte e seguendo le lezioni del monzese Francesco Pezzoli. Nel 1865 si iscrisse al Conservatorio di Musica di Milano, allievo di Antonio Angeleri (pianoforte) e Alberto Mazzuccato (composizione).
Diplomatosi nel 1871, tre anni dopo divenne, per concorso, insegnante di pianoforte al Collegio reale delle fanciulle in Milano. Si dedicò sia alle docenze sia ai concerti, in patria e all'estero, inizialmente come solista e dopo con il Trio Milanese da lui fondato assieme al violinista Giovanni Rampazzini (in seguito sostituito da Girolamo De Angelis) e al violoncellista Giuseppe Magrini, che riscosse un buon successo. Insieme a Carlo Andreoli diresse l'istituzione dei Concerti popolari a Milano e in altre importanti città lombarde.
Nel 1893 ottenne la cattedra di pianoforte nel Conservatorio di Milano, dove ebbe come allievi, tra gli altri, E. Pozoli, Riccardo Pick-Mangiagalli, il Bormioli e Alfredo Rossi Vezzani.
Come compositore si dimostrò autore di buone composizioni da camera, pianistiche e vocali. Appiani era "il maestro della granitura", in contrapposizione alla scuola di Giuseppe Frugatta, che prediligeva "la cura del tocco".